# Dzmitryj Nazarau
Dzmitryj Wiktarawicz Nazarau (biał. Дзмітры Віктаравіч Назараў, ros. Дмитрий Викторович Назаров, Dmitrij Wiktorowicz Nazarow; ur. 16 marca 1975 w Dubrownej) – białoruski piłkarz występujący na pozycji obrońcy.

## Kariera klubowa
Wychowanek klubu Lehmasz Orsza. Seniorską karierę rozpoczął w 1992 roku w drużynie Lakamatyu Witebsk, gdzie występował przez 5 kolejnych sezonów z przerwą na roczne wypożyczenie do Budaunika Witebsk (II poziom rozgrywkowy). Po sezonie 1994/95 spadł on z Lakamatyu z białoruskiej ekstraklasy i przez 2 kolejne lata występował na jej zapleczu.
Wiosną 1997 roku Nazarau podpisał kontrakt z Zagłębiem Lubin prowadzonym przez Adama Topolskiego. 11 maja 1997 zadebiutował w I lidze w zremisowanym 1:1 meczu z Ruchem Chorzów. W rundzie jesiennej sezonu 1997/98 rozegrał on jeszcze 2 ligowe spotkania, otrzymując czerwoną kartkę w meczu z ŁKS Łódź. Od września 1997 roku był on wypożyczany do zespołów grających w niższych klasach rozgrywkowych: Górnika Wałbrzych, Lechii Zielona Góra, Unii Skierniewice oraz Górnika Polkowice. Po powrocie do Zagłębia w 2000 roku występował jedynie w drużynie rezerw oraz w rozgrywkach Pucharu Ligi. Po odejściu z klubu postanowił zakończyć zawodową karierę.